# The Clientele
I Clientele sono un gruppo musicale inglese, formatosi a Londra nel 1991.

## Storia
Il nucleo fondatore dei Clientele è costituito da Alasdair MacLean (voce), Innes Phillips, Mark Keen e James Hornsey. Nei primi anni '90 registrano qualche 7" dalla distribuzione limitata. Dopo l'abbandono di Phillips (transitato a dirigere il suo progetto The Relict), il gruppo comincia ad affermarsi e pubblica diversi singoli a partire dal 1997. Viene dato alle stampe anche l'EP A Fading Summer (2000). Nel 2000 avviene finalmente il debutto su LP con l'album Suburban Light. Si tratta di una raccolta dei singoli pubblicati nel corso degli anni ma, in fin dei conti, di un vero e proprio album.
Il sound della band si rifà ad un certo jangle pop anni '80 ed alla musica psichedelica.
Il successivo lavoro è un Ep di venti minuti pubblicato dalla spagnola Acuarela. Si tratta di The Lost Weekend (2002). Nel 2003 esce invece The Violet Hour, che trae il titolo da The Fire Sermon, una delle sezioni di Terra desolata di T. S. Eliot. L'anno seguente esce, dedicato al mito di Arianna l'EP Ariadne, ispirato da una mostra di Giorgio De Chirico tenutasi a Londra. Il disco è completamente strumentale.
Nel 2005 esce Strange Geometry, primo disco ad avvalersi di una produzione esterna (Brian O'Shaughnessy) e di un arrangiamento curato da Louis Philippe. Esce poi la raccolta It's Art, Dad (2005), autoprodotta e contenente 16 tracce del periodo 1991-1996.
Due anni più tardi viene commercializzato God Save the Clientele (2007), disco rock a cui collabora anche Louis Philippe. L'album è registrato da Mark Nevers (Lambchop) a Nashville. Come sempre, ad un album segue un EP targato Acuarela. Esce infatti That Night, a Forest Grew (2008).
Il successivo lavoro è Bonfires on the Heath (2009), disco di 12 tracce in cui compaiono anche archi e trombe.  Nel 2010 esce Minotaur.

## Formazione

### Formazione attuale
- Alasdair MacLean (nato nel 1974) - voce
- Mark Keen - batteria
- James Hornsey - basso
- Mel Draisey (nata nel 1983) - violino, tastiere, cori, percussioni

### Ex componenti
- Innes Phillips

## Discografia

### Album
- 2000 - Suburban Light
- 2003 - The Violet Hour
- 2005 - Strange Geometry
- 2005 - It's Art, Dad (raccolta)
- 2007 - God Save The Clientele
- 2009 - Bonfires on the Heath
- 2010 - Minotaur
- 2017 - Music for the Age of Miracles
- 2023 - I Am Not There Anymore

### EP
- 2000 - A Fading Summer
- 2002 - Lost Weekend
- 2004 - Ariadne
- 2008 - That Night a Forest Grew